# Novo Gama
Novo Gama is een gemeente in de Braziliaanse deelstaat Goiás. De gemeente telt 110.096 inwoners (schatting 2017).

## Aangrenzende gemeenten
De gemeente grenst aan Luziânia, Santo Antônio do Descoberto, Valparaíso de Goiás en Brasilia (DF) (Gama en Santa Maria).